# アンタッチャブル (テレビドラマ)
『アンタッチャブル』（原題：The Untouchables）は、 アメリカ合衆国のテレビドラマ。ABCテレビで1959年10月16日から1963年5月21日まで放送された。全116回とパイロット版が2回。モノクロ作品。日本ではNET（現・テレビ朝日）で放映された（ライオン歯磨の一社提供）。
また関東広域圏においては1970年代後半に東京12チャンネルにて深夜帯に放送されており、当時を知る世代においては「アンタッチャブル＝テレビドラマ版」が印象深いという人が多い。

## 概要
1930年代、禁酒法時代のアメリカを舞台に、FBI特別捜査班の捜査官・エリオット・ネスがシカゴ、ニューヨークをはじめ、アメリカのギャングや犯罪者を摘発する姿を描いた実録タッチの犯罪ドラマ。
原作は1957年に刊行されたネスの自伝。ネスは司法省(発足当時は財務省管轄)酒類取締局の特別捜査官として特別捜査班を発足させ、シカゴでアル・カポネ逮捕に貢献したと主張していた。UPI通信のスポーツライターだったオスカー・フレイリー（Oscar Fraley）は、ネスへのインタビューと提供された資料を基に自伝「The Untouchables」としてまとめた。自伝は成功を収めるが、ネスは出版直前に急死し、その成功を見ることはなかった。
テレビ・シリーズの放送に先駆けてABCテレビの「デシル劇場」の中で、原作に基づき、特別捜査班がシカゴでカポネを逮捕するまでのストーリーが前後編で放映された。一般にパイロット版と呼ばれる。日本では『どてっ腹に穴をあけろ』の邦題で劇場公開され、後に『ザ・アンタッチャブル/どてっ腹に穴をあけろ』の邦題でVHS&LD化もされた。上映時間93分。パイロット版の好評を受け、シリーズ化が決定。その際にネスの立場をFBI特別捜査班のリーダーと改めた。そのため、ドラマの中では、本来、ネスの関係しなかったラッキー・ルチアーノ、ダッチ・シュルツ、レッグス・ダイアモンド、ケイト・バーカーなど悪名高い犯罪者とも対決することとなった。ナレーターにコラムニストとして一世を風靡したニコラス・ウィッチェルを起用し、ドキュメンタリードラマのようなタッチで演出された。ストーリーは、FBI特別捜査班がニューヨークやシカゴを舞台にギャングのからんだ事件を解決するエピソードを中心にしつつ、実在の有名なギャングや犯罪者の逮捕や末路、有名事件の顛末を扱った作品も制作された。
新聞や雑誌で騒がれた実在の有名ギャングが次々と登場しエリオット・ネスと対決する実録タッチのストーリーに加え、ギャング対ギャング、あるいはギャング対特別捜査班でトミーガンをぶっ放す過激な銃撃シーンが話題を呼び、全米では40%という高視聴率をマーク、主人公エリオット・ネス役のロバート・スタックは、1960年に第12回プライムタイム・エミー賞を受賞した。
アメリカでは犯罪実録ドラマの草分けとして、今もなお評価されている。日本での放送も爆発的なヒットとなり、「アンタッチャブル」という言葉が流行した。日本の刑事ドラマの古典的名作『特別機動捜査隊』は、実録タッチのナレーションなど明らかに「アンタッチャブル」を意識している。時代劇『大江戸捜査網』も第1シリーズの副題は『アンタッチャブル』であり、製作会社の日活は『時代劇をアメリカ合衆国のテレビドラマ｢アンタッチャブル｣のコンセプトで製作を開始したものである』としている。
一方、カポネをはじめ悪者のほとんどがイタリア系だった事から、放送当時はイタリア系アメリカ人がABC本社前でのデモや、番組のスポンサーとなっている企業の製品の不買運動を行なった。イタリア系の歌手・俳優のフランク・シナトラも番組を批判している。またカポネの未亡人と息子も制作関係者に対して「名誉棄損」で裁判を起こしているが、結局敗訴となっている。また暴力を助長するドラマとして批判され、終盤ではクライマックスでの銃撃戦を控えるなどの路線変更が行われた。
1987年にリメイク映画『アンタッチャブル』が、1993年にリメイクテレビドラマ『新・アンタッチャブル』が制作された。

## キャスト

### レギュラー・準レギュラー
- エリオット・ネス：ロバート・スタック（声：日下武史）
- ウィリアム・ヤングフェロー：アベル・フェルナンデス（声：羽佐間道夫 / 追加吹替：土井隆彦）
- エンリコ・ロッシ：ニコラス・ジョージアーデ（声：寺島幹夫 / 追加吹替：入江崇史）
- リー・ホブソン：ポール・ピサーニ（声：小林恭治）
- ジャック・ロスマン：スティーヴ・ロンドン（声：納谷悟朗、近石真介）
- マーティン・フラハティ：ジェリー・パリス （声：木村幌 / 追加吹替：坂東尚樹）
- カム・アリソン：アンソニー・ジョージ
- アル・カポネ：ネヴィル・ブランド[5]（声：小林清志[6]）
- フランク・ニッティ：ブルース・ゴードン（声：若山弦蔵 / 追加吹替：小山武宏）
- ナレーター：ウォルター・ウィンチェル（声：黒沢良）

注・レギュラーの声を担当していた声優は、日下と黒沢以外は、ゲストや脇役の声も担当していた。上記以外にも、松宮五郎、富田耕生、近石真介らが準レギュラーとして参加し、毎回違った役を演じていた。なおカポネ役が小林清志と紹介されていることが多いが、小林がカポネの声を担当したのは、日本で最終エピソードとして放映された「暗黒の帝王カポネ」のみで、そもそもカポネはレギュラー放送では、回想シーンを除いてはこのエピソードだけしか登場しない。小林は、レギュラー声優としてゲストの声やセミレギュラーであるシカゴ警察のジェイコプ署長の声を富田耕生と交代で担当していた。若山も当初は別のゲストの声を担当していた。

### 主なゲスト出演者
後に有名ドラマで主演を張る俳優が多数ゲスト出演している。担当した声優が判明しているものを紹介。
- エドワード・アズナー
- ルーサー・アドラー
- ジャック・イーラム
- リー・ヴァン・クリーフ
- ジョイス・ヴァン・パタン
- キーナン・ウィン（真木恭介）
- ジャック・ウォーデン（島宇志夫 / 追加吹替：稲葉実）
- ロバート・ヴォーン
- リンダ・エヴァンス
- ヴィンス・エドワーズ
- ウォーレン・オーツ
- キャロル・オコナー
- ライアン・オニール
- ダン・オハーリー
- ヴィンセント・ガーディニア（富田耕生）
- ジェームズ・カーン
- ブライアン・キース
- ダイアン・キャノン
- クルー・ギャラガー（山田康雄）
- ジョージ・ケネディ
- デフォレスト・ケリー
- マイク・コナーズ
- ジェームズ・コバーン

- テリー・サバラス（滝口順平、松宮五郎、富田耕生）
- ロイ・シネス
- リチャード・ジャッケル
- ヘンリー・シルヴァ（中村正）
- ジャクリーン・スコット
- バーバラ・スタンウィック
- ハリー・ディーン・スタントン（中村正、小林清志）
- ハロルド・ストーン
- ジョー・ターケル
- ロバート・デュヴァル
- クレア・トレヴァー（追加吹替：久保田民絵）
- リップ・トーン（納谷悟朗）
- レナード・ニモイ
- パトリシア・ニール
- レスリー・ニールセン（島宇志夫）
- シェリー・ノース
- ロイド・ノーラン（若山弦蔵 / 追加吹替：大木民夫）
- マーレイ・ハミルトン（山田康雄、田口計、納谷悟朗）
- マーティン・バルサム
- スティーヴン・ヒル（田口計、近石真介）
- パット・ヒングル

- ピーター・フォーク（納谷悟朗）
- アン・フランシス
- ルイーズ・フレッチャー
- チャールズ・ブロンソン（大塚周夫）
- レオ・ペン
- リー・マーヴィン（納谷悟朗）
- ギャヴィン・マクラウド
- チャールズ・マッグロー（大塚周夫 / 追加吹替：糸博）
- ドロシー・マローン
- トーマス・ミッチェル
- ディック・ミラー
- バリー・モース
- ヴィック・モロー
- エリザベス・モンゴメリー（本山可久子）
- リカルド・モンタルバン（中村正）
- ディック・ヨーク
- マーティン・ランドー
- クロリス・リーチマン
- ヴィヴェカ・リンドフォース
- ロバート・レッドフォード（山田康雄）

- ロバート・ロッジア（山田康雄）
- ジャック・ロード（追加吹替：佐久田修）
- クリフ・ロバートソン（中村正）
- ルース・ローマン
- ジョセフ・ワイズマン（納谷悟朗、松宮五郎）
- ダン・デュリエ（加藤武）　※ダン・デュリエは大物悪役スターのため、冒頭の主要出演者紹介では、通常の「今週のゲストスター」ではなく「友情出演」で紹介。

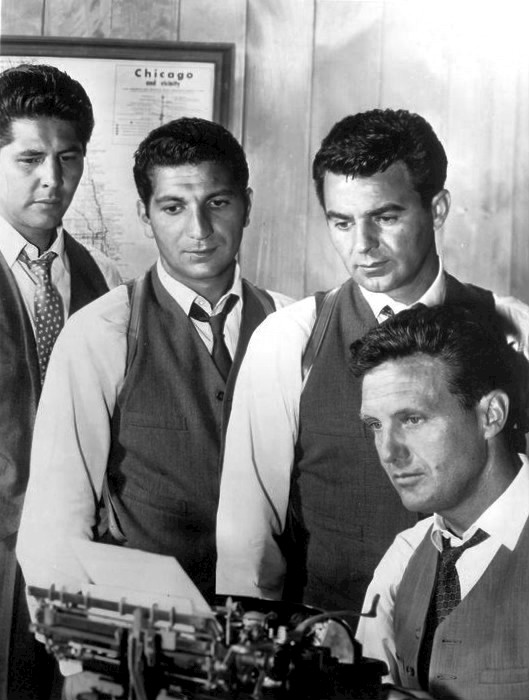
左からアベル・フェルナンデス、ニコラス・ジョージアーデ、ポール・ピサーニ、ロバート・スタック（手前の座っている人物）

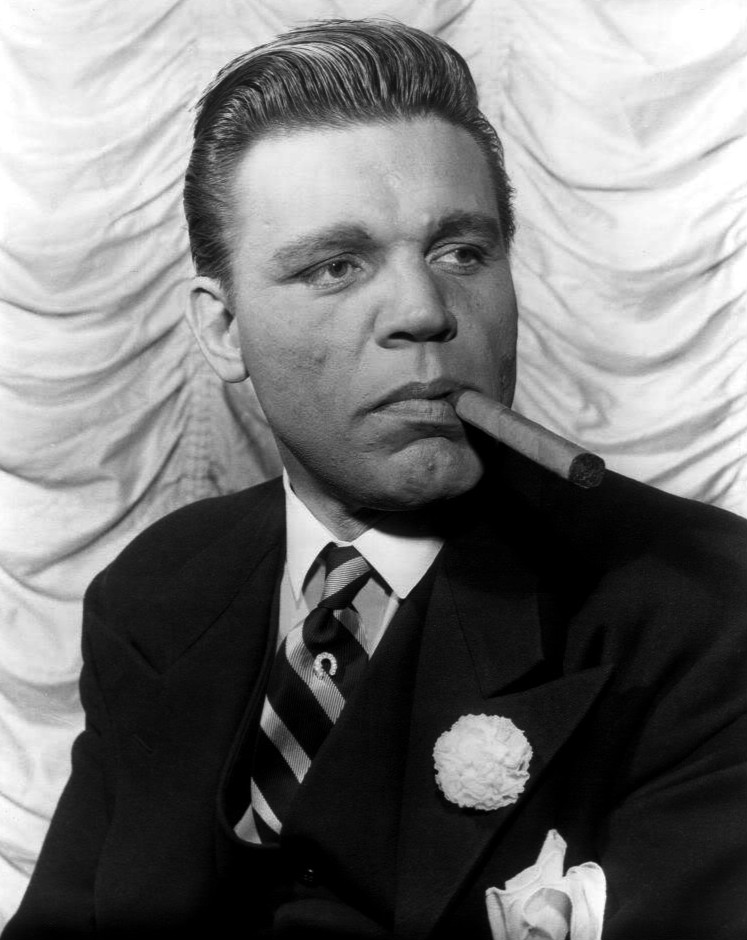
アル・カポネ役のネヴィル・ブランド

## スタッフ
- 製作総指揮：アラン・A・アーマー、デジ・アーナズ
- 原作：エリオット・ネス、オスカー・フレイリー
- 監督：ジョン・ペイサー、リチャード・ウォーフ、テイ・ガーネット、スチュアート・ローゼンバーグ、バーナード・L・コワルスキー、ハワード・W・コッチ　他
- 製作：シドニー・マーシャル
- 撮影：チャールズ・ストローマー
- 音楽：ネルソン・リドル

日本語版制作スタッフ
- 演出：中野寛次
- 翻訳：鈴木導

## 放映リスト（日本放映版）
日本放映版とアメリカ放映版は若干放送順が異なる。また第一シーズンで放映された、“The Unhired Assassin Part1&2”は日本では放映を見合わせた。フロリダで起きたルーズベルト大統領暗殺未遂事件を扱ったエピソードだが、演説会場で暗殺を図るという内容が、当時、日本で起きた日本社会党の浅沼稲次郎暗殺事件を連想させる内容のためと思われる。
- ()括弧内は通算放送回

| 放送回                            | 題名                      | 原題                            |
| --------------------------------- | ------------------------- | ------------------------------- |
| Pt                                | どてっ腹に穴を開けろ      | Pilot                           |
| 第1シーズン(1st Season/1959-1960) |                           |                                 |
| 1(1)                              | 血で血を洗え              | The Empty Chair                 |
| 2(2)                              | 暗黒の誘拐                | The George "Bugs" Moran Story   |
| 3(3)                              | 真面目な奴は死ね          | You Can't Pick the Number       |
| 4(4)                              | 死を賭けた情報            | The Jake Lingle Killing         |
| 5(5)                              | 地獄の聖歌                | Ma Barker and Her Boys          |
| 6(6)                              | 暗黒街の掟                | The Dutch Schultz Story         |
| 7(7)                              | 地底の叫び                | The Tommy Karpeles Story        |
| 8(8)                              | 明日なき出獄              | One-Armed Bandit                |
| 9(9)                              | 宿命の復讐                | The St. Louis Story             |
| 10(10)                            | 裏切りの三叉路            | Head of Fire, Feet of Clay      |
| 11(11)                            | 恐怖の秘密結社            | The Noise of Death              |
| 12(12)                            | 密告者をばらせ            | The Organization                |
| 13(13)                            | 折れた牙                  | The Big Squeeze                 |
| 14(14)                            | 証人を消せ                | Star Witness                    |
| 15(15)                            | 大都会の墓場              | The Frank Nitti Story           |
| 16(16)                            | 血ぬられた鍵              | The Doreen Maney Story          |
| 17(17)                            | 歪んだ罠                  | Nicky                           |
| 18(18)                            | 絞首台への契              | The Artichoke King              |
| 19(19)                            | 恐怖のハイウェイ          | The Tri-State Gang              |
| 20(20)                            | 崩れた顔                  | The Underground Railway         |
| 21(21)                            | 狂犬                      | Vincent "Mad Dog" Coll          |
| 22(22)                            | 野望の果て                | The Rusty Heller Story          |
| 23(23)                            | 汚れた街                  | Little Egypt                    |
| 24(24)                            | 白い奴隷                  | White Slavers                   |
| 25(25)                            | 悪業の報酬                | Portrait of a Thief             |
| 26(26)                            | 三千人の容疑者            | 3000 Suspects                   |
| 27(27)                            | 終局                      | A Seat on the Fence             |
| 28(28)                            | 血と機関銃と酒と          | The Waxey Gordon Story          |
| 第2シーズン(2nd Season/1960-1961) |                           |                                 |
| 1(29)                             | 復讐                      | Jack "Legs" Diamond             |
| 2(30)                             | 地底の掟                  | The Mark of Cain                |
| 3(31)                             | 失われた栄光              | The Otto Frick Story            |
| 4(32)                             | 野獣の饗宴                | Jamaica Ginger Story            |
| 5(33)                             | 腐敗                      | Syndicate Sanctuary             |
| 6(34)                             | 血ぬられた恋              | Underworld Bank                 |
| 7(35)                             | 地獄の断層                | Ain't We Got Fun?               |
| 8(36)                             | 報いなき死闘              | The Purple Gang                 |
| 9(37)                             | 幻の一億ドル              | Mr. Moon                        |
| 10(38)                            | 死神に憑れた女            | Kiss of Death Girl              |
| 11(39)                            | 破滅への策謀              | The Larry Fay Story             |
| 12(40)                            | 絶滅への誘い              | The Nick Moses Story            |
| 13(41)                            | 地獄への疾走              | Mexican Stake Out               |
| 14(42)                            | 失われた水平線            | The Underground Court           |
| 15(43)                            | 魔性の女                  | The Lily Dallas Story           |
| 16(44)                            | 暴かれた秘密              | Ring of Terror                  |
| 17(45)                            | 死を賭けた証言            | Testimony of Evil               |
| 18(46)                            | 歪んだ野望                | The Antidote                    |
| 19(47)                            | 狂乱のカーニバル          | Murder under Glass              |
| 20(48)                            | 死を商う男                | Death for Sale                  |
| 21(49)                            | 死人の復讐                | Stranglehold                    |
| 22(50)                            | 死への跳躍台              | King of Champagne               |
| 23(51)                            | 血に飢えた男              | The Seventh Vote                |
| 24(52)                            | 暗黒のスラム街            | Augie "The Banker" Ciamino      |
| 25(53)                            | 絶命への復讐              | The Masterpiece                 |
| 26(54)                            | 真昼の虐殺                | The Nero Rankin Story           |
| 27(55)                            | 裏切りの報酬              | The Nick Acropolis Story        |
| 28(56)                            | 死への逃避行              | Power Play                      |
| 29(57)                            | 策謀のパイプライン        | The Matt Bass Scheme            |
| 30(58)                            | 炎の女                    | 90 Proof Dame                   |
| 第3シーズン(3rd Season/1961-1962) |                           |                                 |
| 1(59)                             | 奈落の対決                | Tunnel of Horrors               |
| 2(60)                             | 暗黒の落差                | Loophole                        |
| 3(61)                             | 背信の野獣                | The Troubleshooter              |
| 4(62)                             | 悪の系譜                  | The Genna Brothers              |
| 5(63)                             | 切れた絆                  | Hammerlock                      |
| 6(64)                             | 陰謀の断点                | Jigsaw                          |
| 7(65)                             | 死者との契約              | Man Killer                      |
| 8(66)                             | 静かなる死斗              | City without a Name             |
| 9(67)                             | 背徳の十字路              | The Canada Run                  |
| 10(68)                            | 電気椅子への代理人        | Fall Guy                        |
| 11(69)                            | 復讐の十字路              | Silent Partner                  |
| 12(70)                            | 死と権謀との接点          | The Whitey Steele Story         |
| 13(71)                            | 王座への挑戦              | The Gang War                    |
| 14(72)                            | 死を招く愛情              | Takeover                        |
| 15(73)                            | ストライカー兄弟          | The Stryker Brothers            |
| 16(74)                            | 生と死の綱渡り            | Element of Danger               |
| 17(75)                            | 三代の確執                | The Death Tree                  |
| 18(76)                            | 泥まみれのプリンス        | The Maggie Storm Story          |
| 19(77)                            | 片腕の盗人 スロットマシン | Man in the Middle               |
| 20(78)                            | 氷の柩                    | The Chess Game                  |
| 21(79)                            | 完全なる告白              | The Pea                         |
| 22(80)                            | 破滅への設計図            | The Cooker in the Sky           |
| 23(81)                            | 最後の目撃者              | The Economist                   |
| 24(82)                            | 栄光に背く者              | The Snowball                    |
| 25(83)                            | エレジー                  | Elegy                           |
| 26(84)                            | 殺人の個人教授            | Come and Kill Me                |
| 27(85)                            | 恐怖のインコ              | Bird in the Hand                |
| 28(86)                            | 最後の裏切り              | The Eddie O'Gara Story          |
| 29(87)                            | 目には目を                | An Eye for an Eye               |
| 30(88)                            | 死者に花束を              | Search for a Dead Man           |
| 31(89)                            | 正義は金で買え            | A Fist of Five                  |
| 32(90)                            | 策謀の鉄路                | Doublecross                     |
| 33(91)                            | 死を呼ぶ特権              | The Floyd Gibbons Story         |
| 34(92)                            | 破滅へのギャンブル        | The Speculator                  |
| 35(93)                            | 恐怖の神経麻痺            | Jake Dance                      |
| 36(94)                            | グースに送るブルース      | Blues for a Gone Goose          |
| 37(95)                            | 地球儀の秘密              | Globe of Death                  |
| 38(96)                            | 殺意の焦点                | Junk Man                        |
| 第4シーズン(4th Season/1962-1963) |                           |                                 |
| 1(97)                             | 血ぬられた聖夜            | The Night They Shot Santa Claus |
| 2(98)                             | 裏切りへの仮出獄          | The Man in the Cooler           |
| 3(99)                             | 奪われた栄光              | The Butcher's Boy               |
| 4(100)                            | 暗黒への傾斜              | Downfall                        |
| 5(101)                            | 生きていた死体            | The Case against Eliot Ness     |
| 6(102)                            | 破局への誘い              | The Ginnie Littlesmith Story    |
| 7(103)                            | 泥沼の友情                | The Contract                    |
| 8(104)                            | 憎悪への復讐              | Pressure                        |
| 9(105)                            | 死の密入国                | The Monkey Wrench               |
| 10(106)                           | 鋼鉄の牙                  | Arsenal                         |
| 11(107)                           | 殺し屋の末路              | The Torpedo                     |
| 12(108)                           | 死線                      | Line of Fire                    |
| 13(109)                           | 明日なき航路              | The Spoiler                     |
| 14(110)                           | 魔の手                    | One Last Killing                |
| 15(111)                           | 密告者の正体              | The Giant Killer                |
| 16(112)                           | 血の遺産                  | The Charlie Argos Story         |
| 17(113)                           | 光なき死斗                | A Taste for Pineapple           |
| 18(114)                           | 狂った旋律                | The Jazz Man                    |
| 19(115)                           | 暗黒の帝王カポネ(1)       | The Big Train (1)               |
| 20(116)                           | 暗黒の帝王カポネ(2)       | The Big Train (2)               |